# Bohajski zaljev
Bohajski zaljev je jedan od tri zaljeva u Bohajskom moru. Uz njega tu se nalaze i Zaljev Liazhou i Zaljev Liaodong. U Bohajskom zaljevu se nalazi nekoliko naftnih bušotina i pretpostavlja se da se ukupno u zaljevu nalazi oko 146 milijardi barela nafte.

## Vanjske poveznice
|  | Zajednički poslužitelj ima još gradiva o temi Bohajski zaljev |